# Maximilien Branicki
Pour les articles homonymes, voir Branicki.
Maximilien Branicki né le 16 décembre 1997, est un joueur français de hockey sur gazon (belge chez les moins de 18 ans). Il évolue au poste d'attaquant au Royal Orée, en Belgique et avec l'équipe nationale française.
Son frère Stanislas Branicki est lui aussi un joueur français de hockey sur gazon.
Il a représente la Belgique U18 à 5 reprises en 2015.

## Carrière

### Coupe du monde
- Top 8 : 2018[6]

### Hockey Series
- : 2018-2019[7]